# Hans Christian Korting
Hans Christian Korting (* 21. März 1952 in Tübingen; † 25. Februar 2012 in Berlin) war ein deutscher Dermatologe und Allergologe.

## Leben
Korting studierte von 1970 bis 1976 Medizin an der Johannes Gutenberg-Universität Mainz, wo er 1977 auch promoviert wurde. Von 1977 bis 1979 erfuhr er eine mikrobiologische Teilweiterbildung in zentralen sanitätsdienstlichen Einrichtungen der Bundeswehr. Die Weiterbildung zum Dermatologen erfolgte an der Klinik und Poliklinik für Dermatologie und Allergologie der Ludwig-Maximilians-Universität in München, hier erfolgte auch die Habilitation 1985. An dieser Klinik war er bis 2011 tätig, zuletzt als Professor und Leitender Akademischer Direktor.
Schwerpunkt seiner wissenschaftlichen Tätigkeit war die Charakterisierung der Entstehung von lokalisierten Pilzinfektionen der Haut und der hautnahen Schleimhäute. Im Mittelpunkt stehen dabei sezernierte Aspartatproteinasen von Candida albicans als Virulenzfaktor und toll-like Rezeptoren als relevante Vermittler der entzündlichen Wirtsantwort. Ein wesentliches Ziel ist dabei, daran orientiert arzneiliche Wirkstoffe zur Behandlung und Verhütung von Pilzinfektionen zu entwickeln. Der Fokus liegt dabei auf Peptiden bzw. Peptidomimetika, die sezernierte Aspartatproteinasen von Hefepilzen zu hemmen vermögen. Dies reflektiert einen Paradigmenwechsel in der antimikrobiellen Therapie, hin zu Arzneistoffen, die gezielt die Virulenz der Pathogene beeinflussen. Das Interesse gilt darüber hinaus der Entwicklung weiterer aktiver pharmazeutischer Ingredienzen, zum einen biotechnologischen Arzneimitteln (wie Plasmin), zum anderen kleinen Molekülen. Dies gilt gleichermaßen für Sphingosin-1-phosphat, das im Rahmen der Entzündung der Haut die Signaltransduktion zu beeinflussen vermag, wie für Hemmer der humanen Polymerase-alpha, vom Typ der Nukleotidanaloga, die zur Behandlung des hellen Hautkrebs dienen sollen.
Er hat eine Reihe wissenschaftlicher Preise verliehen bekommen, u. a. den Paul Gerson Unna-Preis der Deutschen Dermatologischen Gesellschaft (DDG) sowie den Forschungsförderungspreis der Deutschsprachigen Mykologischen Gesellschaft.
Er war als Schatzmeister im Vorstand der Arbeitsgemeinschaft der Wissenschaftlichen Medizinischen Fachgesellschaften (AWMF) tätig, als Mitglied des Vorstands und Leiter der Kommission Qualitätssicherung in der Deutschen Dermatologischen Gesellschaft (DDG), als Stellvertretender Vorsitzender in der von ihm mitgegründeten Gesellschaft für Dermopharmazie. Für die Deutschsprachige Mykologische Gesellschaft war er u. a. als Vorsitzender tätig, 2010 wurde ihm die Ehrenmitgliedschaft zuerkannt. Seit 2010 war Korting Mitglied des Executive Committee der CIOMS (Council for International Organizations of Medical Sciences). Des Weiteren war er Mitglied des European Dermatology Forum, eines Gremiums aus 200 führenden europäischen Dermatologen.
Er war Schriftleiter der international anerkannten Fachzeitschrift Mycoses sowie Mitherausgeber bzw. Beiratsmitglied bei einer Reihe weiterer Fachzeitschriften, u. a. International Journal of Antimicrobial Agents, Phytomedicine, American Journal of Clinical Dermatology, Skin Pharmacology and Physiology, Hautarzt und JDDG.
Hans Christian Korting hat laut Web of Knowledge 428 erfasste wissenschaftliche Arbeiten veröffentlicht, die 5.062-mal zitiert wurden. Der Hirsch-Index liegt bei 38. Die Zahl von ihm (mit-)verfasster bzw. (mit-)herausgegebener Bücher beläuft sich auf ca. 20.

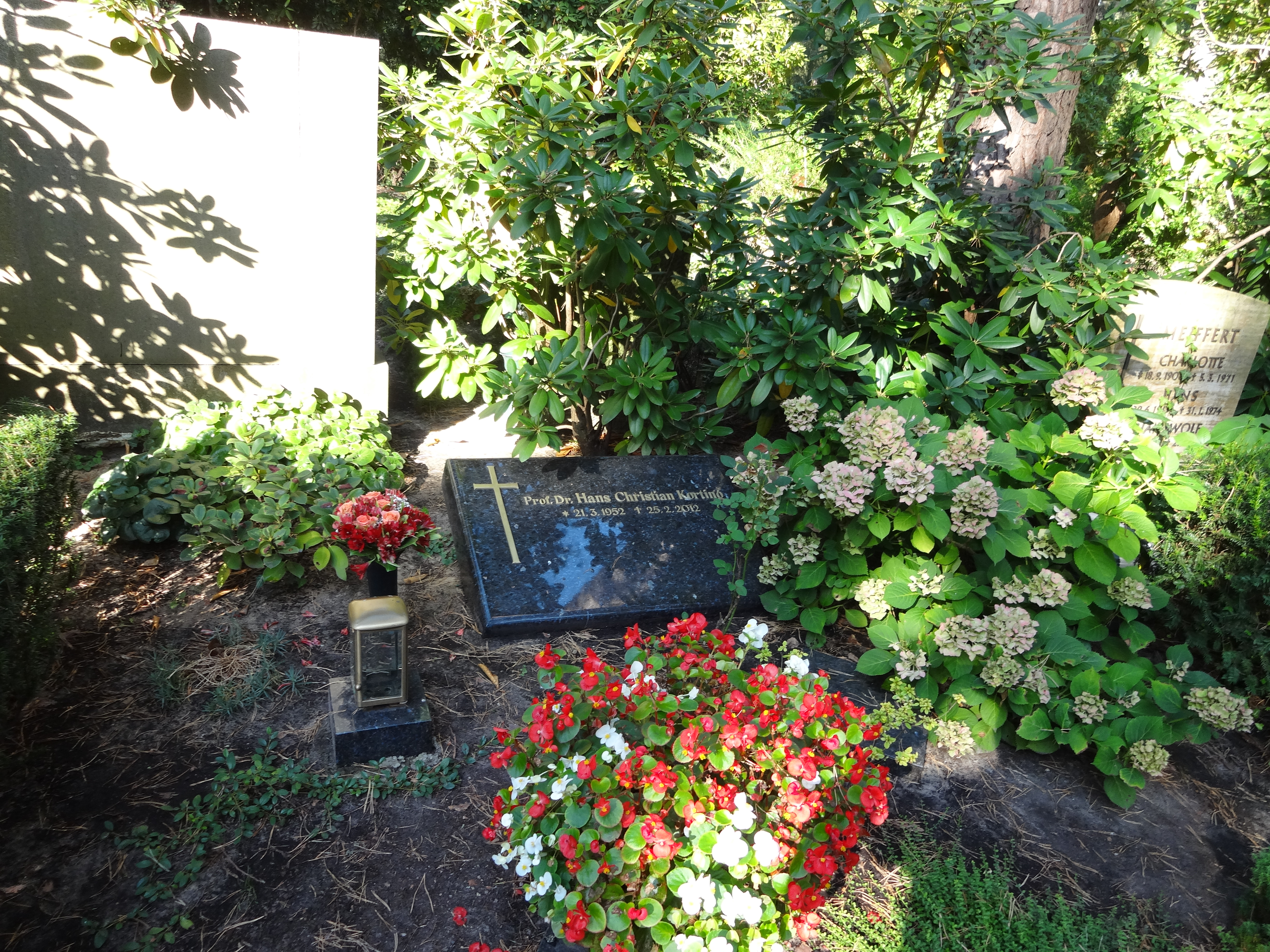
Grabstätte

Hans Christian Korting war verheiratet mit Monika Schäfer-Korting. Er ist auf dem Berliner Waldfriedhof Dahlem bestattet.

## Werke (Auswahl)
Autor oder Mitautor
- Monika Schäfer-Korting, Hans Christian Korting, Ernst Mutschler: Pharmakokinetik oraler Antimyotika. Schattauer, Stuttgart / New York 1985, ISBN 3-7945-1050-X.
- Cephalosporin-Therapie der Gonorrhoe. Karger, Basel u. a. 1987, ISBN 3-8055-4586-X.
- Fritz Gschnait, Hans Christian Korting, Angelika Stary: Sexuell übertragbare Erkrankungen. Springer, Wien / New York 1990, ISBN 3-211-82139-2.
- Dermatotherapie. Ein Leitfaden. Springer, Berlin u. a. 1995, ISBN 3-540-58857-4.
- Ultraschall in der Dermatologie. Blackwell Wissenschaftlicher Verlag, Berlin/Wien u. a. 1999, ISBN 3-89412-287-0.
- Monika Hildegard Schmid-Wendtner, Hans Christian Korting: pH and Skin Care. ABW Wissenschaftsverlag, Berlin 2007, ISBN 978-3-936072-64-8.

Herausgeber oder Mitherausgeber
- Hans Christian Korting, Wolfram Sterry: Diagnostische Verfahren in der Dermatologie. Blackwell Wissenschaftlicher Verlag, Berlin, Wien u. a. 1997, ISBN 3-89412-290-0.
- H. C. Korting, M. Schäfer-Korting (Hrsg.): The Benefit/Risk Ratio: A Handbook for the Rational Use of Potentially Hazardous Drugs. CRC Press, Boca Raton 1998.
- Hans Christian Korting, Wolfram Sterry: Therapeutische Verfahren in der Dermatologie. Blackwell Wissenschaftlicher Verlag, Berlin/Wien u. a. 2001, ISBN 3-89412-342-7.
- Hans Christian Korting, Richard Callies, Michael Reusch, Martin Schlaeger, Wolfram Sterry: Dermatologische Qualitätssicherung. Leitlinien und Empfehlungen. 6. Auflage. ABW Wissenschaftsverlag, Berlin 2009, ISBN 978-3-936072-96-9.
- W. Sterry, C. Griffiths, H. C. Korting (Hrsg.): EDF-Guidelines for Dermatology in Europe. ABW Verlag, Berlin 2009, ISBN 978-3-940615-01-5.